# بابون خونین‌دل
بابون گلادا (به انگلیسی: gelada baboon) یک نوع میمون دم‌کوتاه از خانواده میمون دنیای قدیم است. این گونه از میمون‌ها از سرده انترها و در راسته نخستییان بوده و در قاره آفریقا زیست می‌کند. این میمون در مناطق مرتفع اتیوپی یافت می‌شود. این جاندار بزرگ و قوی بوده و به رنگ قهوه‌ای تیره است، به صورتی که بازوها و پاهای آن تقریباً سیاه است.
نرهای بالغ موهای بلندتری در پشت خود دارند و یک لکه قرمز روشن و برجسته از پوست تقریبا به شکل یک ساعت شنی روی سینه خود دارند. ماده‌ها نیز این لکه‌ را دارند، اما در مواقع عادی کمتر مشخص می‌شود، مگر در زمان فحلی که خود را بصورت  «گردن‌بندی» از تاول‌های پر از مایع  نشان می‌دهد. نرها به طور متوسط 18.5 کیلوگرم (41 پوند) و ماده ها به طور متوسط 11 کیلوگرم (24 پوند) وزن دارند. طول سر و بدن 50 تا 75 سانتی متر (20 تا 30 اینچ) و دم 30 تا 50 سانتی متر (12 تا 20 اینچ) است.
مانند خویشاوندان نزدیکشان ، بابونها، این جانور بیشتر روی زمین زندگی می کند و علف تا 90 درصد رژیم غذایی آن ها را تشکیل می دهد.